# Außengebiete der Vereinigten Staaten

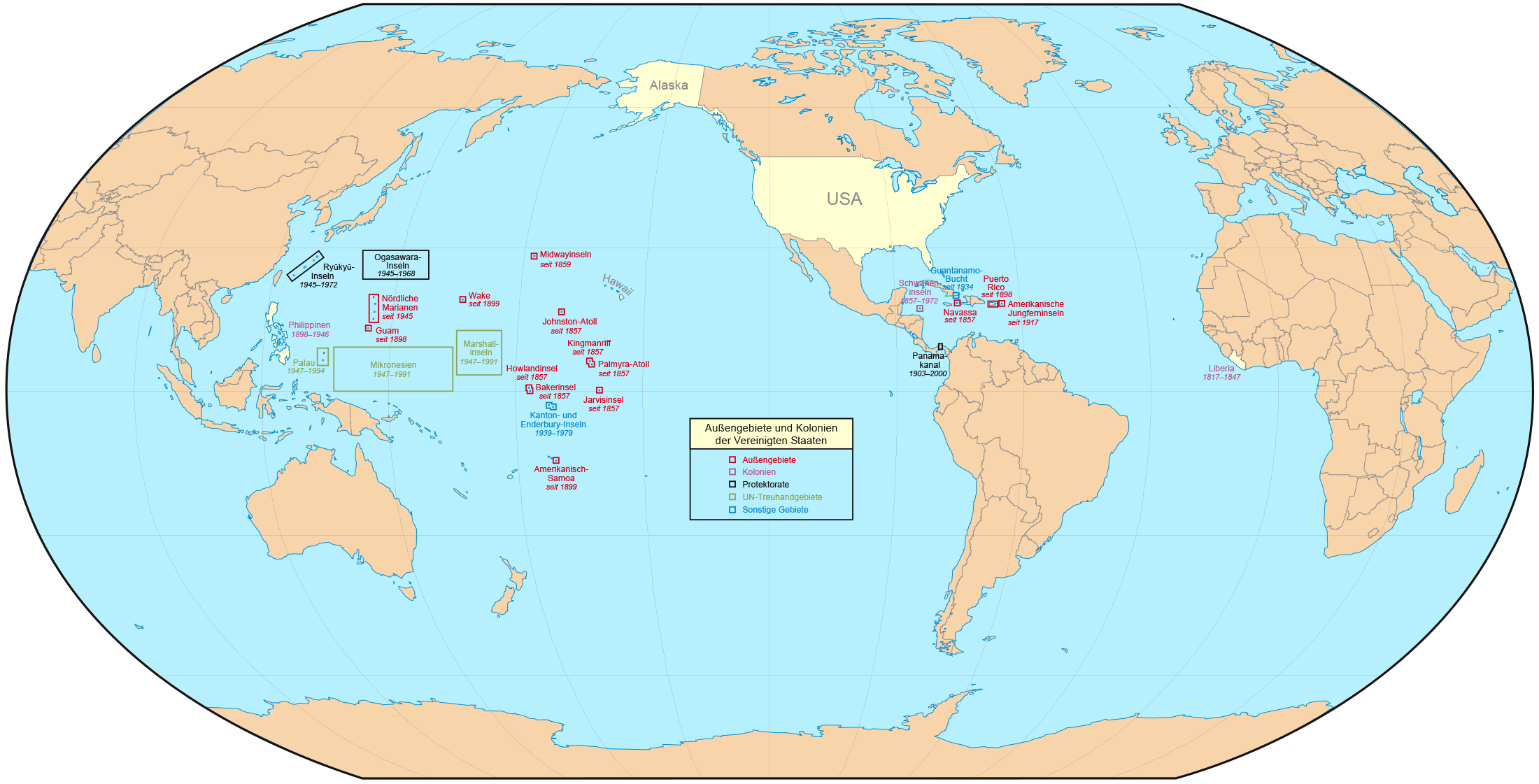
Außengebiete der Vereinigten Staaten

Die Außengebiete der Vereinigten Staaten (offiziell englisch the Outlying Territories under the Jurisdiction of the United States of America ‚die Außengebiete unter der Hoheitsgewalt der Vereinigten Staaten von Amerika‘) sind Gebiete, die den Vereinigten Staaten gehören, ohne jedoch einem seiner Bundesstaaten anzugehören oder – mit Ausnahme des Palmyra-Atolls 2 – sonst politisch in den Bund eingebunden zu sein. Alle Außengebiete sind Territorien. Die Gebiete bestehen aus Inseln und Inselgruppen und werden daher auf Englisch als insular areas (deutsch Inselgebiete) bezeichnet; zu diesen gehören außerdem die frei assoziierten, aber souveränen Staaten Marshallinseln, Föderierte Staaten von Mikronesien und Palau.
Nachfolgend sind alle Außengebiete nach Lage (Karibik bzw. Amerikanisch-Ozeanien im Pazifik) gegliedert.

## Karibik
| Flagge                       | Insel bzw. Inselgruppe       | offizieller Status                              | Landfläche (km²) | Wasserfläche (km²) | Einwohner | Besitznahme | Koordinaten          | ISO 3166-1 ISO 3166-2 |
| ---------------------------- | ---------------------------- | ----------------------------------------------- | ---------------- | ------------------ | --------- | ----------- | -------------------- | --------------------- |
| Puerto Rico                  | Puerto Rico                  | organisiertes, uneingegliedertes Gebiet         | 8.959            | —                  | 3.994.259 | 1898        | 18° 15′ N, 66° 30′ W | PR                    |
| Jungferninseln Amerikanische | Amerikanische Jungferninseln | organisiertes, uneingegliedertes Gebiet         | 0.349            | —                  | 108.605   | 1917        | 18° 20′ N, 64° 50′ W | VI                    |
| —                            | Navassa 1                    | Unorganized Territory, uneingegliedertes Gebiet | 0.005,2          | —                  | 0         | 1857        | 18° 24′ N, 75° 1′ W  | UM-76                 |

 Info: Kein US-Außengebiet, sondern ein US-Militärstützpunkt auf gepachtetem Gelände des Inselstaats Kuba ist die im südlichen Teil der Guantánamo-Bucht gelegene Guantanamo Bay Naval Base.

## Pazifik
| Flagge             | Insel bzw. Inselgruppe | offizieller Status                              | Landfläche (km²) | Lagune (km²) | Einwohner | Besitznahme | Koordinaten           | ISO 3166-1 ISO 3166-2 |
| ------------------ | ---------------------- | ----------------------------------------------- | ---------------- | ------------ | --------- | ----------- | --------------------- | --------------------- |
| Guam               | Guam                   | organisiertes, uneingegliedertes Gebiet         | 549,00           | —            | 168.564   | 1898        | 13° 24′ N, 144° 43′ O | GU                    |
| Marianen Nordliche | Nördliche Marianen     | organisiertes, uneingegliedertes Gebiet         | 463,64           | —            | 44.582    | 1945        | 16° 8′ N, 145° 45′ O  | MP                    |
| Samoa Amerikanisch | Amerikanisch-Samoa     | Unorganized Territory, uneingegliedertes Gebiet | 199,00           | —            | 57.881    | 1899        | 14° 17′ S, 170° 42′ W | AS                    |
| –                  | Bakerinsel 1           | Unorganized Territory, uneingegliedertes Gebiet | 1,64             | —            | 0         | 1857        | 0° 12′ N, 176° 29′ W  | UM-81                 |
| –                  | Howlandinsel 1         | Unorganized Territory, uneingegliedertes Gebiet | 1,85             | —            | 0         | 1857        | 0° 48′ N, 176° 37′ W  | UM-84                 |
| –                  | Jarvisinsel 1          | Unorganized Territory, uneingegliedertes Gebiet | 4,50             | —            | 0         | 1858        | 0° 22′ S, 160° 0′ W   | UM-86                 |
| –                  | Johnston-Atoll 1       | Unorganized Territory, uneingegliedertes Gebiet | 2,67             | 130          | 0         | 1858        | 16° 45′ N, 169° 31′ W | UM-67                 |
| –                  | Kingmanriff 1          | Unorganized Territory, uneingegliedertes Gebiet | 0,01             | 60           | 0         | 1922        | 6° 24′ N, 162° 24′ W  | UM-89                 |
| –                  | Midwayinseln 1         | Unorganized Territory, uneingegliedertes Gebiet | 6,23             | 60           | 40        | 1867        | 28° 13′ N, 177° 22′ W | UM-71                 |
|                    | Wake-Atoll 1           | Unorganized Territory, uneingegliedertes Gebiet | 7,37             | 10           | 0         | 1899        | 19° 18′ N, 166° 38′ O | UM-79                 |
| –                  | Palmyra-Atoll 1        | Unorganized Territory, eingegliedertes Gebiet 2 | 3,90             | 8            | 0         | 1898        | 5° 52′ N, 162° 5′ W   | UM-95                 |

## Ehemalige Außengebiete
- Die Schwanen-Inseln in der Karibik waren 1857 bis 1971 ein Außengebiet und sind seitdem Teil von Honduras.
- Das seit 1939 bestehende britisch-US-amerikanische Kondominium Canton und Enderbury, das aus den Atollen Kanton und Enderbury im Nordosten der Phoenixinseln im Pazifik bestand, wurde am 12. Juli 1979 Teil des Staates Kiribati.

## Politik
Die Bewohner der US-Außengebiete haben kein Wahlrecht auf Bundesebene. Sie wählen aber teilweise bei den Vorwahlen zur Präsidentschaftswahl Delegierte. Die Gebiete Puerto Rico, Amerikanisch-Samoa, Guam, Nördliche Marianen und die Amerikanischen Jungferninseln wählen Delegierte für das Repräsentantenhaus der Vereinigten Staaten, die kein Stimmrecht im Plenum haben. Sie haben Rederecht und in den Ausschüssen Stimmrecht. Der Delegierte Puerto Ricos wird für vier Jahre gewählt. Die Delegierten aus Amerikanisch-Samoa, Guam, den Nördlichen Marianen und den Amerikanischen Jungferninseln werden alle zwei Jahre gewählt.